# Мори, Жан-Сифрен
Жан-Сифрен Мори (фр. Jean-Sifrein Mauri; 26 июня 1746, Вальреас, Конта-Венессен, Королевство Франция — 10 мая 1817, Рим, Папская область) — французский кардинал, католический проповедник и политический деятель. Титулярный архиепископ Никеи с 24 апреля 1792 по 21 февраля 1794. Архиепископ-епископ Монтефьясконе и Корнето с 21 февраля 1794 по 24 марта 1816. Архиепископ Парижа (не утверждён) с 14 октября 1810 по 13 мая 1814. Кардинал-священник с 21 февраля 1794, с титулом церкви Сантиссима-Тринита-аль-Монте-Пинчо с 12 сентября 1794 по 10 мая 1817.

## Биография
Сын священника, он поступил в духовное звание и скоро обратил на себя всеобщее внимание своими проповедями и надгробными речами («Eloge funèbre du Dauphin», «Eloge de Stanislas» и др.). В 1789 году духовенство Лиона послало его депутатом в Национальное собрание, где он сделался одним из вождей монархическо-феодальной партии.
Своими выступлениями вызвал гневные выпады парижского плебса. В 1791 году он отказался от общественной деятельности и отправился в Рим, где получил звание архиепископа и кардинала. В 1799 году Людовик XVIII назначил его своим представителем при римском дворе.
Сначала противник Наполеона I, он скоро согласился стать слугой империи и был назначен парижским архиепископом. Не утверждённый папой в этом сане, Мори после Реставрации должен был отказаться от него. Он отправился в Рим, но был здесь заключен в тюрьму и получил свободу лишь под условием отречения от духовного сана.

## Сочинения
Его главный труд: «Essai sut l’éloquence de la chaire» (Париж, 1810, 1842, 1850). Его «Oeuvres choisies» содержат также его речи в Национальном собрании. Его жизнь описали: его племянник L. S. Maury (Пар., 1827), Poujoulat (2 изд., Париж, 1859), Hergenröther (Вюрцб., 1879) и Ricard (Пар., 1887). Последний издал также «Correspondance diplomatique et mémoires inédits du cardinal M.» (Лилль, 1891).